# Bical

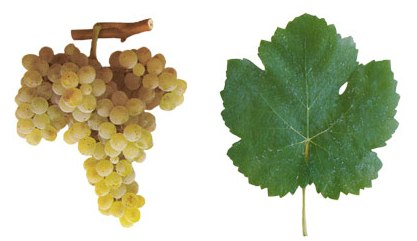
Fruto de la vid. Uva.

La bical es una uva blanca de vino portuguesa plantada sobre todo en la DOC Bairrada. Puede producir vinos muy ácidos y habitualmente es usada para la producción de vino espumoso.

## Sinónimos
La bical también es conocida por los sinónimos arinto de Alcobaça, barrado das moscas, bical de Bairrada, borrado das moscas (en la DOC Dão), pintado das moscas y pintado dos Pardais. También se usan los sinónimos bical y bical tinto para la touriga nacional.